# Alamūt
Alamūt (persiano الموت) era una fortezza di montagna a sud del Mar Caspio, nella Provincia di Qazvin, vicino alla cittadina di Mo'allem Kalayeh, circa 100 km dall'odierna Teheran in Iran. Oggi di essa rimangono solo rovine.
La fortezza fu costruita nell'840 secondo Hamdallah Mustawfi, a un'altezza di 2.100 metri. Fu costruita lungo una via che aveva solo una possibile entrata, rendendo così la conquista della fortezza estremamente difficile. 
Alamūt era considerata inespugnabile a qualsiasi esercito ed era famosa per i suoi splendidi giardini, biblioteche e laboratori dove filosofi, scienziati e teologi potevano dibattere in libertà intellettuale.

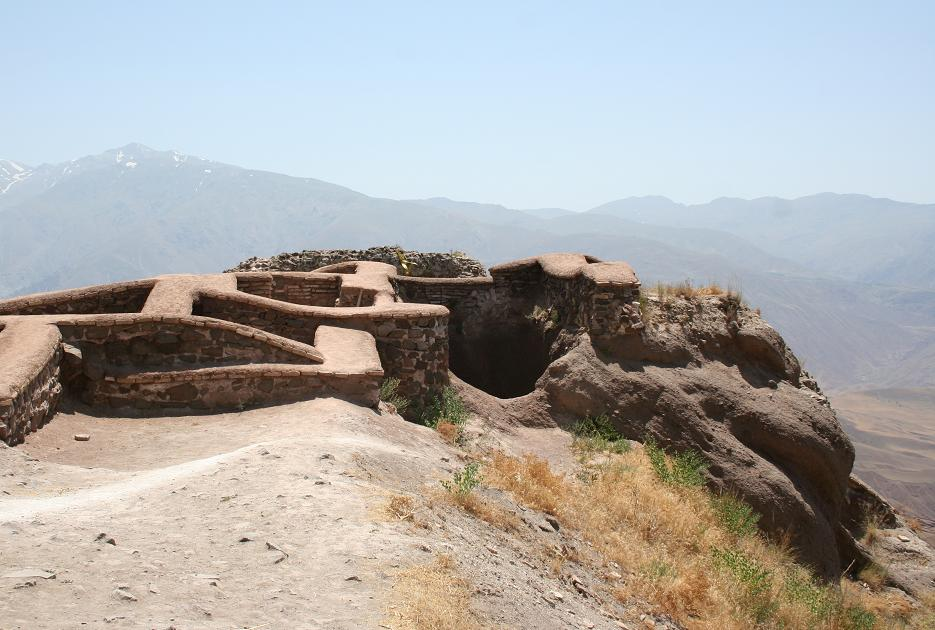
Rovine di Alamut

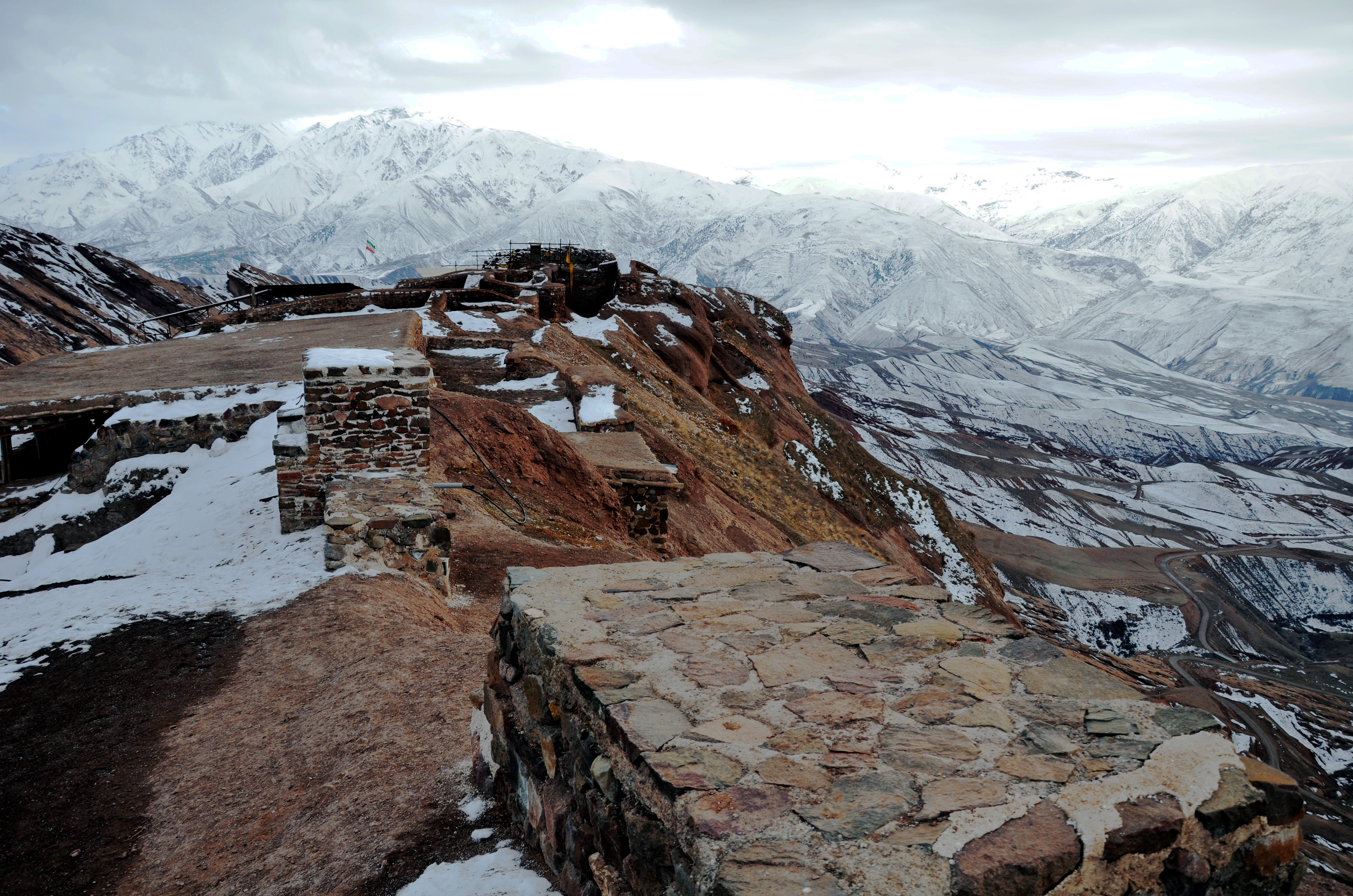
Visuale dal Castello di Alamut.

Nel 1090 la fortezza fu invasa e occupata dagli Hašīšiyyūn, termine dispregiativo dell'epoca, divenuto in italiano "assassini" e con forme simili in altre lingue europee  per indicare la frazione ismailita, nota con il nome di nizariti. Anche di quel periodo si favoleggerà della presenza di suoi giardini e di biblioteche. 
Le rovine di 23 altre fortezze rimangono, ancora nel XXI secolo, visibili nelle vicinanze. La fortezza di Alamūt fu distrutta il 15 dicembre 1256 dal mongolo Hulagu Khan come parte dell'offensiva contro il sud-ovest asiatico islamico al fine di distruggere la temuta setta ismailita. La fortezza di per sé stessa era quasi inespugnabile, ma Rukn al-Din Khorshah si arrese senza sostenere un reale combattimento, nella vana speranza che Hulagu sarebbe stato misericordioso. Furono invece sterminati in massa.
Nel 2004, un terremoto ha danneggiato ulteriormente le già precarie mura della fortezza.

## Comandanti di Alamūt
- Ḥasan-i Ṣabbāḥ (1090–1124)
- Buzurg-Ummid (1124–1138)
- Muhammad I di Alamut (1138–1162)
- Hasan II di Alamut (1162–1166)
- Muhammad II di Alamut (1166–1210)
- Hasan III di Alamut (1210–1221)
- Mohammed III (1221–1255)
- Rukn al-Din Khurshah di Alamut (1255–1256)

## Letteratura e cinema
- Marco Polo ne Il Milione descrive i giardini e il castello.[3]

- Alamut è un romanzo di Vladimir Bartol, pubblicato nel 1938 in lingua slovena, i cui protagonisti sono Ḥasan-i Ṣabbāḥ e gli Hashshashin. La massima del romanzo è Niente è reale, ogni cosa è permessa. Questa massima è stata ripresa dagli sviluppatori della serie Assassin's Creed come "Il Credo degli Assassini". Il romanzo è stato tradotto in 18 lingue, inclusi il ceco (1946), il serbo (1954), il francese (1988), lo spagnolo (1989), l'italiano (1989), il tedesco (1992), il turco, il persiano (1995), l'arabo, il greco e il coreano. Nel 2003 è stato tradotto anche in ebraico e in ungherese e nel 2004 in inglese. La traduzione italiana è di Arnaldo Bressan, ed è stata pubblicata dapprima a Trieste per Editoriale stampa triestina nel 1989 (ISBN 88-7174-001-7). Una seconda edizione a Milano per Rizzoli, 1993 (Superbur; 146), ISBN 88-17-11446-4, infine a Roma per Castelvecchi nel 2013 (ISBN 978-88-7615-914-5).
- Freya Stark - La valle degli assassini (The Valleys of the Assassins) (Londra, 1934).
- Umberto Eco - Il pendolo di Foucault (1988), nel romanzo vengono nominati gli Assassini di Alamut.
- Alamut è il nome della fortezza conquistata dal Principe di Persia nel film: Prince of Persia - Le sabbie del tempo.
- La fortezza compare anche nel videogioco, uscito nell’ottobre del 2023, Assassin’s Creed Mirage ove essa è la sede principale della sezione iraniana dell’Ordine degli Assassini.